# Autobus de Nancy
Pour les articles homonymes, voir Stan.
Pour un article plus général, voir Service de transport de l'agglomération nancéienne.
 (septembre 2022).
Le réseau de transports en commun de Nancy est un réseau qui couvre l'ensemble des 20 communes de la Communauté urbaine du Grand Nancy.
Le réseau est exploité par la société Transdev sous le régime de la délégation de service public.

## Lignes
Ceci sont les anciennes lignes du réseau STAN entre août 2013 et août 2019. Pour voir les lignes actuelles : Service de transport de l'agglomération nancéienne
Les fréquences données sont celles des semaines scolaires, en heure de pointe et en heures creuses.
Les amplitudes données sont celles des semaines scolaires.

### Lignes «Stanway»
- Pour la ligne Stanway 1, voir l'article Transport léger guidé de Nancy ;
- Pour les lignes Stanway 2 et 3, voir l'article BHNS de Nancy.

Les lignes Stanway sont les 4 bus principaux du réseau. Ces bus bénéficient d'une fréquence dense avec un Stanway 1 toutes les 5 minutes, un Stanway 2 toutes les 7-10 minutes, un Stanway 3 et 4 toutes les 10-15 minutes. Ces lignes deviendront des "Tempo" lors du passage au nouveau réseau, en août 2019.
| Ligne | Tracé                                    | Entrée en service | Type de véhicule       | Fréquence       | Amplitude        |
| ----- | ---------------------------------------- | ----------------- | ---------------------- | --------------- | ---------------- |
| 4     | Laxou Champ le Bœuf ↔ Vandœuvre Roberval | 24 août 2013      | Bus articulés Citaro G | 10 min / 15 min | 5 h 15 / 22 h 00 |

### Lignes «Stanbus»
| Ligne | Tracé                                                                           | Entrée en service | Type de véhicule                 | Fréquence       | Amplitude     |
| ----- | ------------------------------------------------------------------------------- | ----------------- | -------------------------------- | --------------- | ------------- |
| 5     | Laxou Champ-le-Boeuf ↔ Seichamps Haie Cerlin                                    | 24 août 2013      | Bus articulés Citaro G           | 15 min / 30 min | 5 h 15 / 21 h |
| 6     | Villers Clairlieu ↔ Malzéville / Malzéville Pixerécourt (par Villers Village)   | 24 août 2013      | Bus standards Citaro             | 20 min / 60 min | 5 h 15 / 21 h |
| 7     | Dommartemont ↔ Vandœuvre Roberval / Houdemont Porte Sud                         | 24 août 2013      | Bus standards Citaro             | 15 min / 30 min | 5 h 15 / 21 h |
| 8     | Vandœuvre CHU ↔ Malzéville Savlons                                              | 24 août 2013      | Bus standards Citelis            | 15 min / 30 min | 5 h 15 / 21 h |
| 9     | Nancy Tamaris ↔ Saulxures Centre / Saulxures Forêt                              | 24 août 2013      | Bus standards Urbanway           | 15 min / 30 min | 5 h 15 / 21 h |
| 10    | Nancy Pôle de Santé ↔ Jarville Californie                                       | 24 août 2013      | Bus standards Citaro & Citelis   | 15 min / 30 min | 5 h 15 / 22 h |
| 11    | Nancy Centre des Congrès Prouvé ↔ Fléville / Fléville Dynapôle                  | 24 août 2013      | Bus standards Heuliez            | 20 min / 40 min | 5 h 30 / 21 h |
| 12    | Nancy Centre des Congrès Prouvé ↔ Heillecourt                                   | 24 août 2013      | Bus standards Heuliez            | 20 min / 40 min | 5 h 30 / 21 h |
| 13    | Nancy Centre des Congrès Prouvé ↔ Art-sur-Meurthe                               | 24 août 2013      | Bus standards Heuliez            | 20 min / 40 min | 5 h 30 / 21 h |
| 14    | Nancy Centre des Congrès Prouvé ↔ Ludres (parfois via Dynapôle)                 | 24 août 2013      | Bus standards & articulés Citaro | 20 min / 40 min | 5 h 30 / 21 h |
| 15    | Villers Jardin Botanique ↔ Laneuveville Gare                                    | 24 août 2013      | Bus standards Heuliez            | 20 min / 40 min | 5 h 30 / 21 h |
| 16    | Villers Clairlieu ↔ Malzéville / Malzéville Margeville (par Avenue Paul Muller) | 6 janvier 2014    | Bus standards Citaro             | 20 min / 60 min | 5 h 15 / 21 h |
| 17    | Villers Jardin Botanique ↔ Ludres Marvingt                                      | 6 janvier 2014    | Bus standards Heuliez            | 20 min / 40 min | 7 h / 19 h    |
| 18    | Dommartemont / Gérard Barrois Stade Marcel Picot ↔ Saulxures Centre             | 6 janvier 2014    | Bus standards Heuliez            | 60 min / 60 min | 7 h / 18 h    |
| 19    | Maxéville Mairie ↔ Jarville République                                          | 6 janvier 2014    | Minibus                          | 40 min / 40 min | 7 h / 20 h    |

### Lignes «P'tit Stan»
| Ligne               | Tracé                                                           | Entrée en service | Type de véhicule | Fréquence     | Amplitude |
| ------------------- | --------------------------------------------------------------- | ----------------- | ---------------- | ------------- | --------- |
| P'tit Stan de Nancy | Malzéville Mairie ↔ Nancy Cimetière du Sud                      | 6 janvier 2014    | Minibus          | 40 min/40 min | 7 h/19 h  |
| P'tit Stan de l'Est | Saint Max Gérard Barrois Stade Marcel Picot ↔ Seichamps Chanois | 27 juin 2016      | Minibus          | 45 min/45 min | 7 h/19 h  |

### Lignes «MobiStan»
| Ligne              | Tracé                                | Entrée en service | Type de véhicule | Fréquence | Amplitude  |
| ------------------ | ------------------------------------ | ----------------- | ---------------- | --------- | ---------- |
| Mobistan Vandœuvre | Transport à la demande sur Vandœuvre | 25 mars 2013      | Minibus          | TAD       | 7h / 19h30 |
| Mobistan Laxou     | Transport à la demande sur Laxou     | 3 septembre 2018  | Minibus          | TAD       | 7h / 19h30 |

### Lignes «TaxiStan»
| Ligne                | Tracé                                                                                       | Entrée en service | Type de véhicule | Fréquence    | Amplitude  |
| -------------------- | ------------------------------------------------------------------------------------------- | ----------------- | ---------------- | ------------ | ---------- |
| Taxistan Boudonville | Rue de la Colline - Place Aimé Morot - Boufflers - Sapinière - Cours Léopold - Centre Ville | 24 août 2013      | Taxi             | À la demande | 7h / 19h30 |
| Taxistan Est         | Dommartemont - Essey-lès-Nancy                                                              | 27 juin 2016      | Taxi             | À la demande | 7h / 19h30 |

### Lignes scolaires «Stanplus»
| Ligne | Tracé                                                                   | Entrée en service | Type de véhicule | Amplitude        |
| ----- | ----------------------------------------------------------------------- | ----------------- | ---------------- | ---------------- |
| A     | Villers Clairlieu ↔ Collège Chepfer ↔ Lycée Stanislas ↔ Laxou Provinces | 2001              | Bus              | Heures de pointe |
| B     | Dommartemont René Nicklès ↔ Collège Paul Verlaine ↔ Malzéville Le Nid   | 2001              | Bus              | Heures de pointe |
| C     | Jarville Léon Songeur ↔ Heillecourt Montaigu                            | 2001              | Bus              | Heures de pointe |
| D     | Collège Jacques Monod ↔ Fléville L'Orée du Bois                         | 2001              | Bus              | Heures de pointe |
| E     | Hpudemont Les Egrez ↔ Collèges Monplaisir & Chepfer                     | 2001              | Bus              | Heures de pointe |
| F     | Tomblaine Groupe Scolaire ↔ Saulxures Centre                            | 2001              | Bus              | Heures de pointe |
| G     | Tomblaine Groupe Scolaire ↔ Art-sur-Meurthe                             | 2001              | Bus              | Heures de pointe |
| H     | Nancy Gare - Centre des Congrès ↔ Art-sur-Meurthe Bosserville           | 2001              | Bus              | Heures de pointe |
| J     | Nancy Gare - Centre des Congrès ↔ Malzéville Pixérécourt                | 2001              | Bus              | Heures de pointe |
| M     | Collège et Lycée la Malgrange ↔ Heillecourt ↔ Fléville                  | 2001              | Bus              | Heures de pointe |
| P     | Laxou Jet d'Eau ↔ Laxou Victor Prouvé                                   | 27 juin 2016      | Bus              | Heures de pointe |
| R     | Malzéville Margeville ↔ Nancy Division de Fer                           | 2 janvier 2017    | Bus              | Heures de pointe |
| S     | Lycées Callot et Stanislas ↔ Heillecourt ↔ Fléville                     | 6 janvier 2014    | Bus              | Heures de pointe |
| T     | Lycée Georges de la Tour ↔ Nancy Tamaris                                | 3 septembre 2018  | Bus              | Heures de pointe |

### Navettes
| Ligne          | Tracé                                                 | Type de véhicule | Fonctionnement                          |
| -------------- | ----------------------------------------------------- | ---------------- | --------------------------------------- |
| Zénith 1       | Zénith ↔ Essey Mouzimpré                              | Bus              | Animations Zénith                       |
| Zénith 2       | Zénith ↔ Vandœuvre CHU Brabois                        | Bus              | Animations Zénith                       |
| ASNL 1         | Stade ↔ Nancy Beauregard                              | Bus              | Match ASNL                              |
| ASNL 2         | Stade ↔ Vandœuvre Cheminots                           | Bus              | Match ASNL                              |
| ASNL 3         | Stade ↔ Villers Clairlieu                             | Bus              | Match ASNL                              |
| ASNL 4         | Stade ↔ Seichamps Haie Cerlin                         | Bus              | Match ASNL                              |
| SLUC 1         | Palais des Sports ↔ Vandœuvre Nations                 | Bus              | Match SLUC                              |
| SLUC 2         | Palais des Sports ↔ Jarville Sion                     | Bus              | Match SLUC                              |
| CHU            | Nancy Beauregard ↔ Vandœuvre CHU Brabois              | Bus              | 1 aller/retour le dimanche matin        |
| Brabois        | Nancy Hôpital Central - Maternité ↔ Vandœuvre CHU     | Bus              | 4 allers - retours du lundi au vendredi |
| Foire Expo     | Nancy Centre de Congrès Prouvé ↔ Parc des Expositions | Bus              | Foire Exposition                        |
| P+R St Nicolas | Nancy Centre de Congrès Prouvé ↔ Parc des Expositions | Bus              | Saint Nicolas                           |
| PACES 1        | Laxou Provinces ↔ Parc des Expositions                | Bus              | Examens PACES                           |
| PACES 2        | Nancy Centre de Congrès Prouvé ↔ Parc des Expositions | Bus              | Examens PACES                           |
| Orthophonie    | Nancy Centre de Congrès Prouvé ↔ Parc des Expositions | Bus              | Examens Orthophonie                     |

### Service «Handistan»
| Ligne     | Tracé                                                       | Type de véhicule       | Amplitude       |
| --------- | ----------------------------------------------------------- | ---------------------- | --------------- |
| Handistan | Transport à la demande pour les PMR sur tout le Grand Nancy | Véhicules aménagés PMR | 6 h 45 à 0 h 00 |

## Anciennes lignes

### Lignes «P'tit Stan»
| Ligne                         | Tracé                                   | Entrée en service | Fin de service   | Type de véhicule | Fréquence     | Amplitude   | Note                              |
| ----------------------------- | --------------------------------------- | ----------------- | ---------------- | ---------------- | ------------- | ----------- | --------------------------------- |
| P'tit Stan de Laxou           | Laxou Sapinière ↔ Laxou Provinces       | 28 janvier 2001   | 3 septembre 2018 | Minibus          | 40 min/40 min | 7 h/19 h    | Remplacée par Mobistan Laxou      |
| P'tit Stan de Maxéville-Nancy | Maxéville Marie ↔ Nancy Division de Fer | 24 août 2013      | 4 janvier 2014   | Minibus          | 40 min/40 min | 7 h/19 h    | Remplacée par la ligne Stanbus 19 |
| P'tit Stan de Pulnoy          | Essey Mouzimpré ↔ Pulnoy                | 6 Janvier 2014    | 27 juin 2016     | Minibus          | 40 min/40 min | 7 h/19 h 30 | Fusionne avec Mobistan Est        |

### Lignes «MobiStan»
| Ligne        | Tracé                                                   | Entrée en service | Fin de service   | Type de véhicule | Fréquence | Amplitude | Note                                  |
| ------------ | ------------------------------------------------------- | ----------------- | ---------------- | ---------------- | --------- | --------- | ------------------------------------- |
| Mobistan Est | Transport à la demande sur Saint-Max et Essey-lès-Nancy | 24 août 2013      | 3 septembre 2018 | Minibus          | TAD       | 7 h/19 h  | Remplacée par le P'tit Stan de Pulnoy |

### Lignes «TaxiStan»
| Ligne                              | Tracé                                                               | Entrée en service | Fin de service | Type de véhicule | Fréquence    | Amplitude  | Note                                                                             |
| ---------------------------------- | ------------------------------------------------------------------- | ----------------- | -------------- | ---------------- | ------------ | ---------- | -------------------------------------------------------------------------------- |
| Taxistan Oberville - Ville Vieille | Quartier Oberlin - Place Carnot - Quartier Ville Vieille            | 24 août 2013      | 5 janvier 2014 | Taxi             | À la demande | 7h / 19h30 | Remplacé par le P'tit Stan de Nancy                                              |
| Taxistan de Saurupt                | Boulvard Barthou - Cimetière du Sud - Place des Vosges              | 24 août 2013      | 5 janvier 2014 | Taxi             | À la demande | 7h / 19h30 | Remplacé par le P'tit Stan de Nancy                                              |
| Taxistan de Villers                | Quartier Laxou Provinces - Villers-lès-Nancy - Vandoeuvre Vélodrome | 24 août 2013      | 5 janvier 2014 | Taxi             | À la demande | 7h / 19h30 | Suppression du Taxistan par la modification du trajet des lignes Stanbus 8 et 16 |

### Lignes «StanExpress»
| Ligne   | Tracé                                            | Entrée en service | Fin de service | Type de véhicule | Fréquence    | Amplitude  | Note                          |
| ------- | ------------------------------------------------ | ----------------- | -------------- | ---------------- | ------------ | ---------- | ----------------------------- |
| Express | Fléville l'Orée du Bois ↔ Vandoeuvre CHU Brabois | 24 août 2013      | 5 janvier 2014 | Bus              | À la demande | 7h / 19h30 | Suppression sans remplacement |
| Express | Heillecourt Mairie ↔ Vandoeuvre CHU Brabois      | 24 août 2013      | 5 janvier 2014 | Bus              | À la demande | 7h / 19h30 | Suppression sans remplacement |